# Civitates orbis terrarum

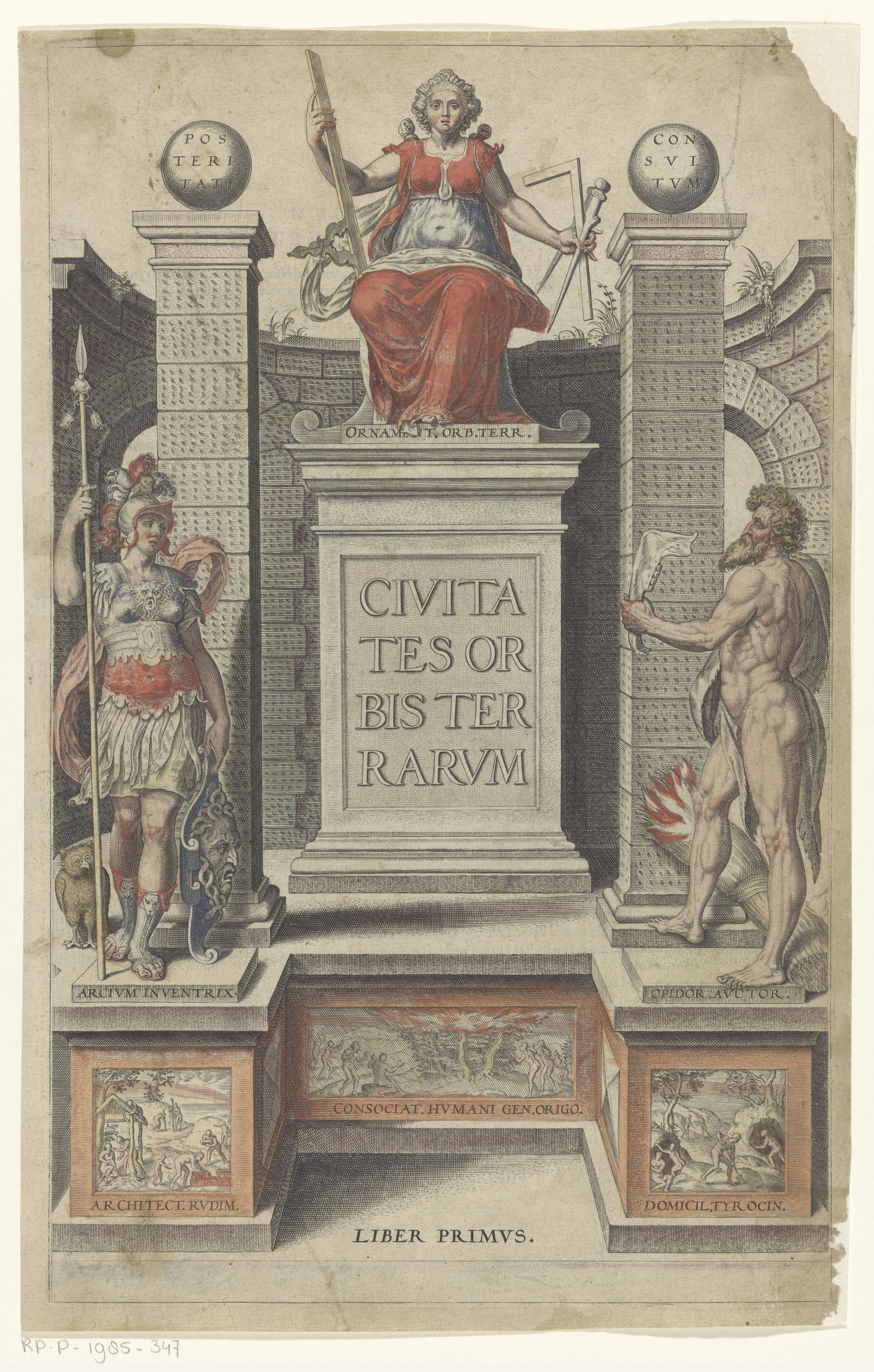
Moedergodin geflankeerd door Minerva en Kaïn.
Titelpagina voor Civitates orbis terrarum

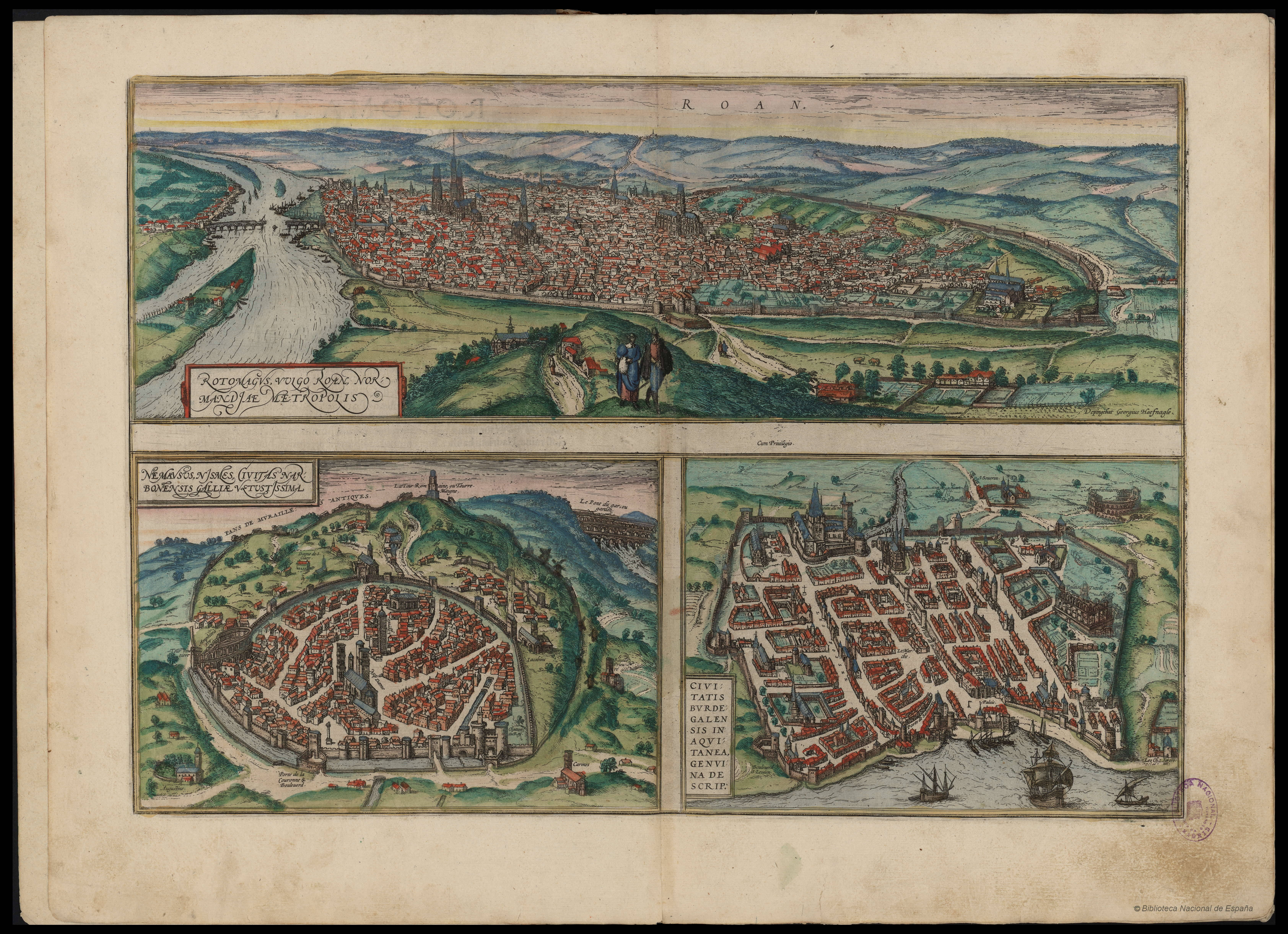
Bordeaux, Roan & Nîmes

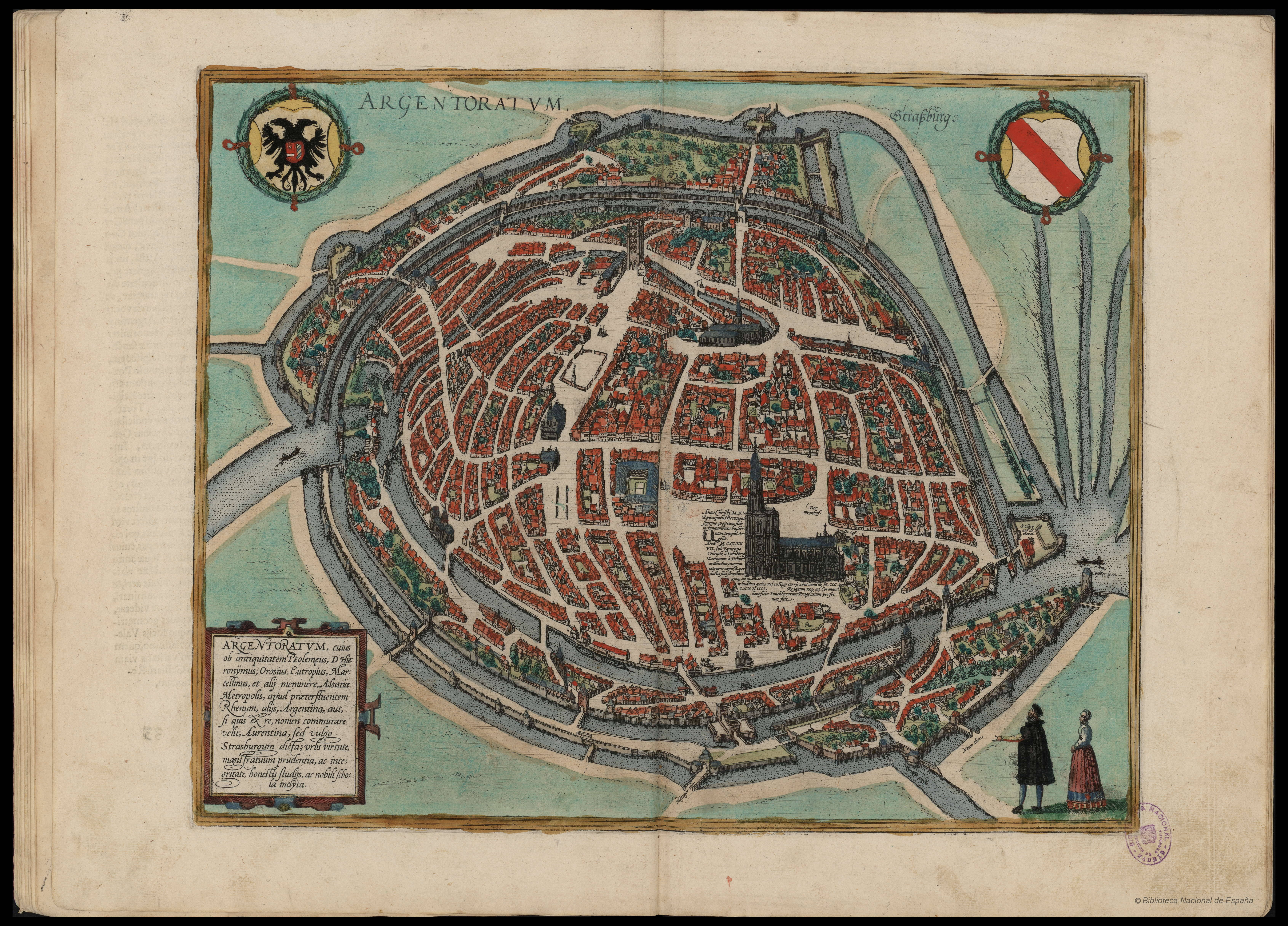
Straatsburg

Civitates orbis terrarum is de zesdelige stedenatlas van Georg Braun en Frans Hogenberg die verscheen van 1572 tot 1617. Elk deel kende vele, grotendeels ongewijzigde herdrukken. Stadsgezichten en plattegronden waren vergezeld van korte beschrijvingen in het Latijn. Later verschenen ook Duitse en Franse edities. De reeks was in heel Europa een succes en werd gezien als een aanvulling op de befaamde wereldatlas van Ortelius.

## Beschrijving
In 1572 verscheen in Keulen en bij Filips Galle in Antwerpen de Civitates orbis terrarum. Het was een stedenatlas vol met stadsbeschrijvingen, plattegronden en stadsaanzichten. De makers waren Frans Hogenberg en Georg Braun. Hogenberg sympathiseerde met de hervorming en was gevlucht van Antwerpen naar Duitsland. In Keulen richtte hij een cartografische drukkerij-uitgeverij op. Georg Braun, kanunnik van de Dom van Keulen, stelde de atlas samen en voorzag hem van commentaren. Het boek sloeg aan in Duitsland en raakte later overal bekend. In de loop der jaren kwamen er steeds meer delen bij. Hoewel ze telkens een andere naam hadden, staat het geheel bekend onder de naam van het eerste deel, dat oorspronkelijk niet als het begin van een serie was opgevat. Na de dood van Hogenberg in 1590 nam zijn zoon Abraham over. In 1617 was het aantal delen opgelopen tot zes en het aantal weergegeven steden tot 475. De koperplaten werden in 1657 nog gebruikt in uitgaves van Janssonius' stedenboeken. Ook dienden veel platen als voorbeeld voor de afbeeldingen in Guicciardini's beschrijving de Nederlanden.
Het werk is de grootste verzameling plattegronden en illustraties die ooit is verschenen. De stedenatlas bevat 546 kaarten en stadsgezichten van alle belangrijke steden in Europa en steden in Azië, Afrika en Latijns-Amerika. Ruim honderd kunstenaars en cartografen hebben meegewerkt aan deze atlas, die niet alleen plattegronden van steden laat zien maar ook afbeeldingen van mensen in hun landelijke kleding, schepen en topografische afbeeldingen van stad en land. Het graveerwerk gebeurde voornamelijk door Hogenberg en Novellanus en later door Abraham Hogenberg. De meeste ontwerpen waren in primaire vorm afkomstig van topografische tekenaars zoals Joris Hoefnagel (63 stadsgezichten) en Jacob van Deventer (48 stadsplattegronden).
Alhoewel de meesten alleen de ingekleurde versies kennen was de uitgave oorspronkelijk in zwart/wit. Op verzoek konden de afbeeldingen (tegen meerprijs) ingekleurd worden. Er zijn dan ook  exemplaren bekend waarin maar enkele (favoriete?) platen zijn ingekleurd. De atlas was bedoeld als gids voor de in 1570 verschenen wereldatlas Theatrum Orbis Terrarum van Abraham Ortelius, die inderdaad een aantal bladen voor zijn wereldatlas gebruikt heeft.

## Uitgaven
De zes delen van de stedenatlas werden tussen 1572 en 1617 uitgegeven met de volgende titels:
- Deel 1. Civitates Orbis Terrarum, Liber Primus (eerste uitgave 1572)
- Deel 2. De Praecipuis, Totius Universi Urbibus, Liber Secundus (eerste uitgave 1575)
- Deel 3. Urbium Praecipuarum Totius Mundi, Liber Tertius (eerste uitgave 1581)
- Deel 4. Urbium Praecipuarum Totius Mundi, Liber Quartus (eerste uitgave 1588)
- Deel 5. Urbium Praecipuarum Mundi Theatrum, Liber Quintum (eerste uitgave 1596)
- Deel 6. Theatri Praecipuarum Totius Mundi Urbium, Liber Sextus (eerste uitgave 1617)

Enkele steden die in de atlas afgebeeld zijn:
- Deel 1 (138 afbeeldingen):  Aken, Amsterdam, Brugge, Brussel, Casablanca, Gent, Hamburg, Keulen, Londen, Mechelen, Rome, Wenen
- Deel 2 (80 afbeeldingen): Alexandrië, Cambridge, Damascus, Maastricht, Moskou, Tunis
- Deel 3 (80 afbeeldingen): Edinburgh, Enkhuizen, Leuven, Riga, Vilnius, Zürich, Zwolle
- Deel 4 (76 afbeeldingen): Bergen, Helsingborg, Helsingør, Hindeloopen, Lund, Lier, Lippstadt, Malmö, Soest, Stockholm
- Deel 5 (95 afbeeldingen): Calais, Granada, Harderwijk, Odense, Rostock, Sevilla, Toledo
- Deel 6 (74 afbeeldingen): Dublin, Galway, Krakau, Limerick, Warschau, York

In totaal zijn er dus 543 afbeeldingen, die betrekking hebben op 475 steden, waarvan 27 niet-Europese. Jeruzalem en Rome hebben elk drie items.

## Afbeeldingen

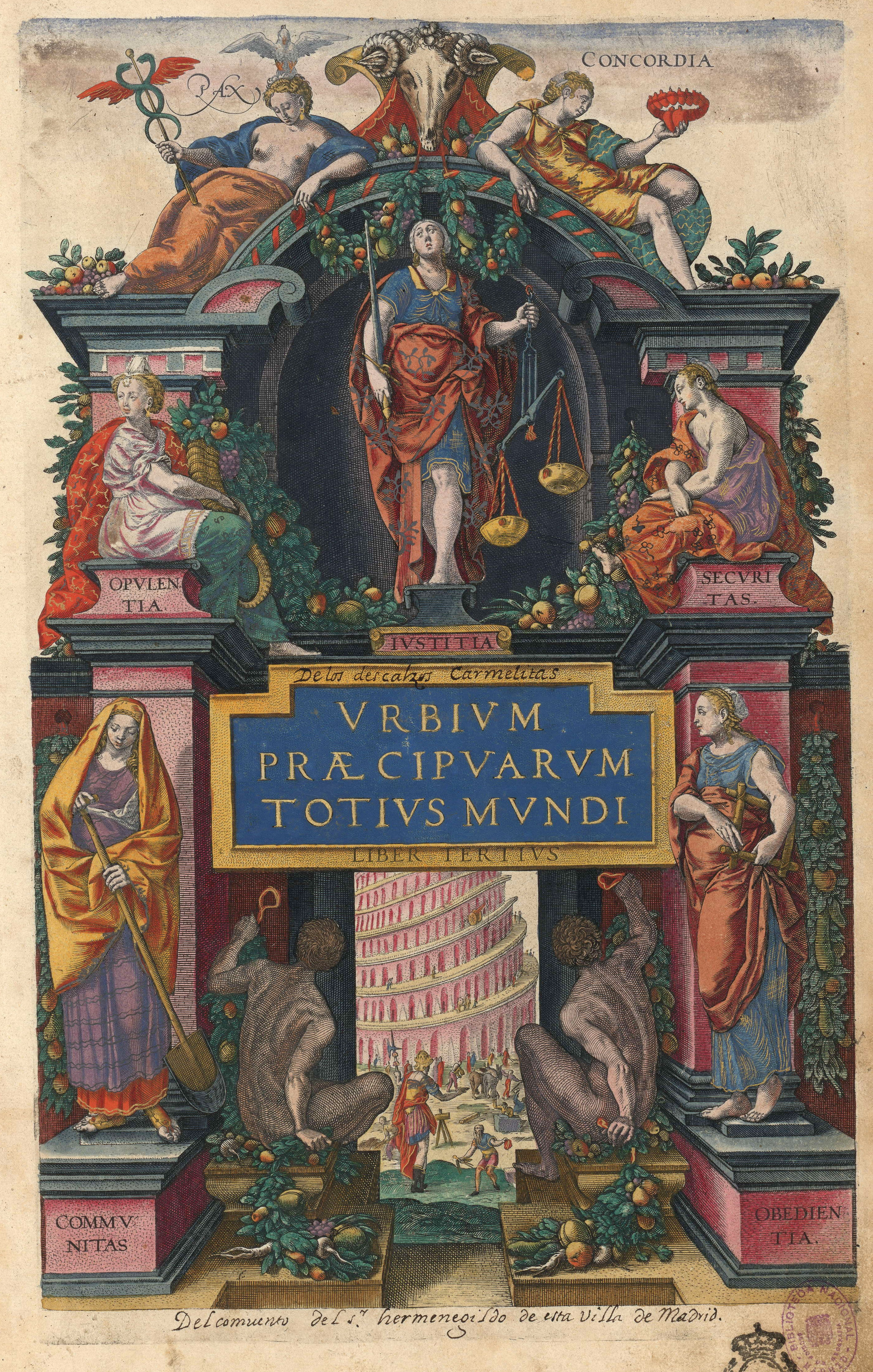
Titelblad Liber Tertius 1593
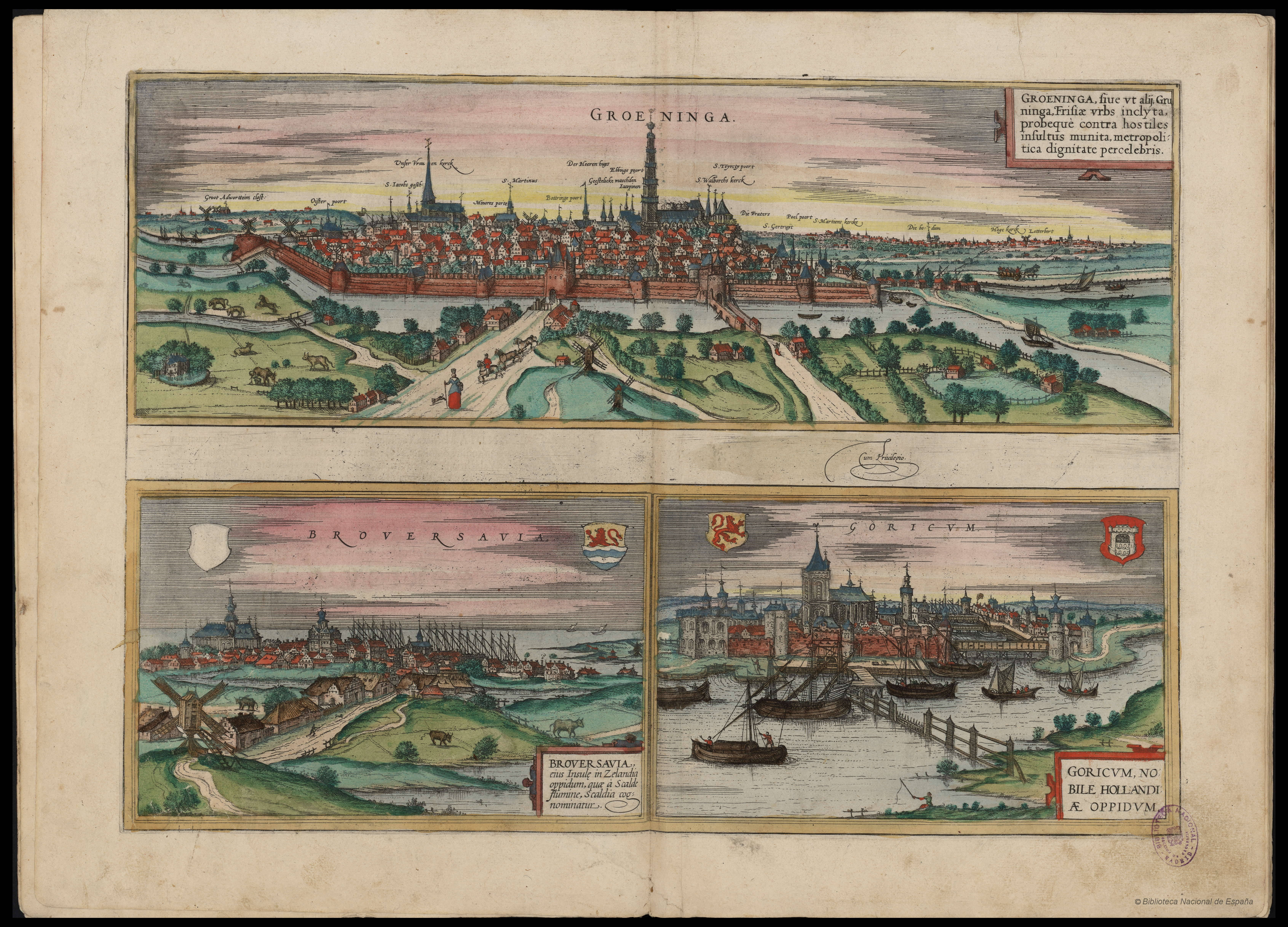
Groningen Brouwershaven Gorinchem
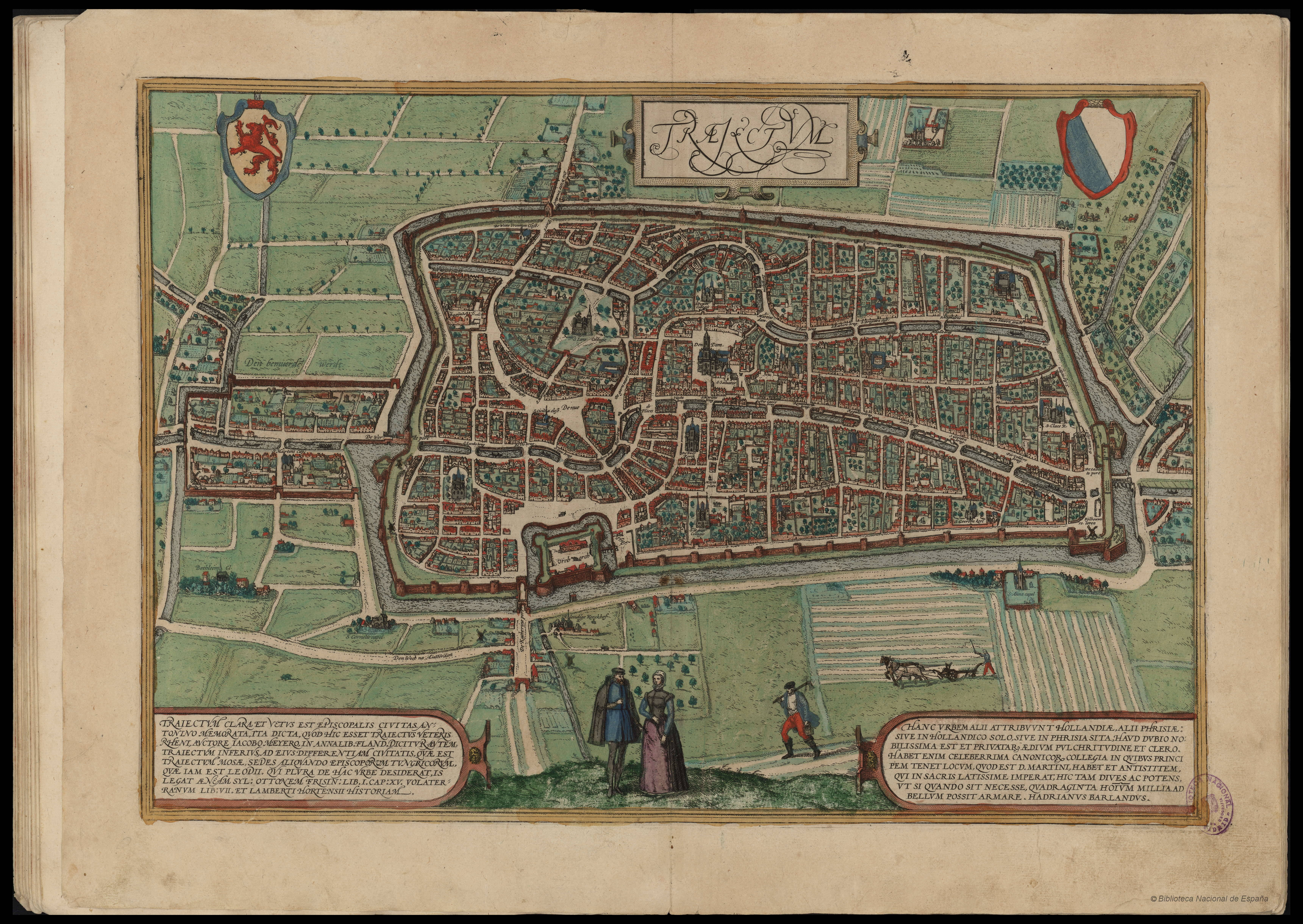
Utrecht
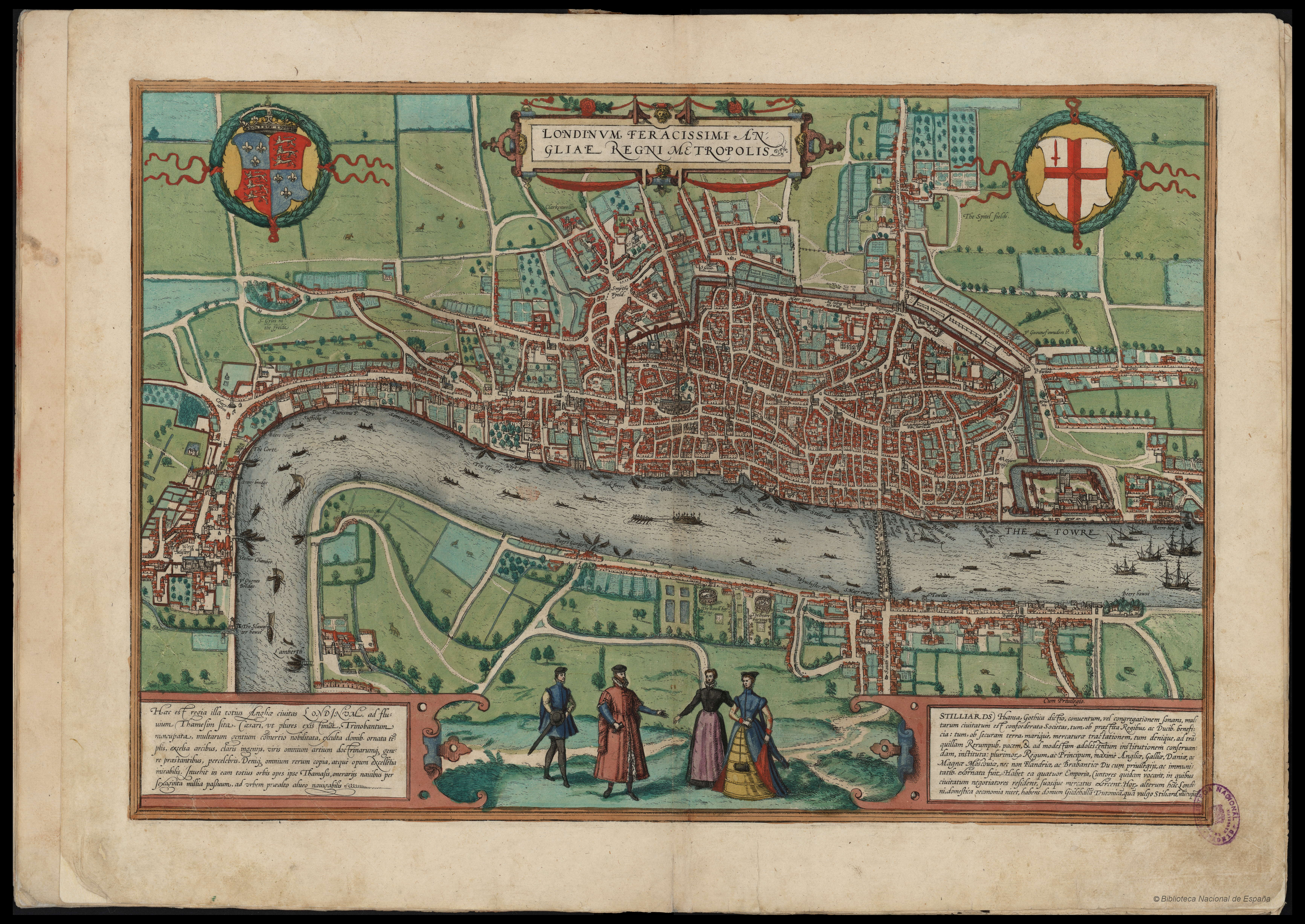
Londen
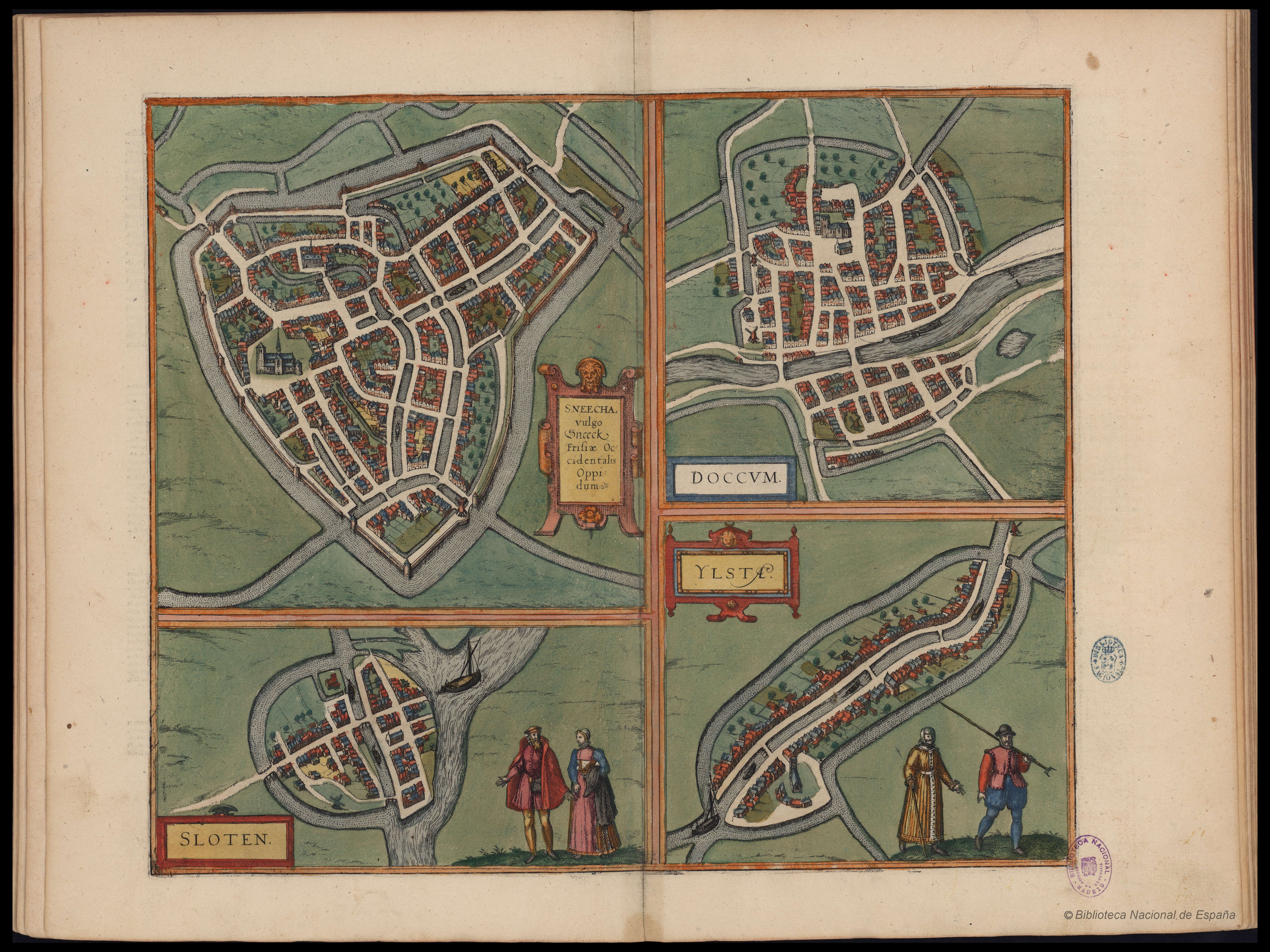
Sneek Dokkum Ylst Sloten